# Llista d'episodis de Yu Yu Hakusho
La sèrie de televisió d'anime japonesa Yu Yu Hakusho (幽☆遊☆白書, Yu Yu Hakusho), va ser dirigida per Akiyuki Arafusa i Noriyuki Abe i produïda per Fuji Television, Yomiko Advertising i Studio Pierrot. Es va emetre de l'1 d'octubre del 1992 al 7 de gener de 1995 al canal Fuji Television al Japó. La sèrie es pot dividir en quatre parts on hi ha quatre grans arcs argumentals.
A Catalunya, la sèrie fou estrenada el 16 de setembre de 2002 fins al 18 de febrer de 2003 pel canal K3. S'ha emès també pel Canal 3XL i actualment s'emet a l'SX3.

## Temporades
| Temporada | Temporada                            | Episodis | Episodis | #  | #  | Dates d'emissió      | Dates d'emissió        | Dates d'emissió en català | Dates d'emissió en català |
| Temporada | Temporada                            | Episodis | Episodis | #  | #  | Primera emissió      | Última emissió         | Primera emissió           | Última emissió            |
| --------- | ------------------------------------ | -------- | -------- | -- | -- | -------------------- | ---------------------- | ------------------------- | ------------------------- |
|           | El detectiu espiritual               | 1-25     | 1-25     | 25 | 25 | 10 d'octubre de 1992 | 10 d'abril de 1993     | 16 de setembre de 2002    | 18 d'octubre de 2002      |
|           | El torneig clandestí d'arts marcials | 26-66    | 26-66    | 41 | 41 | 17 d'abril de 1993   | 29 de gener de 1994    | 21 d'octubre de 2002      | 17 de desembre de 2002    |
|           | El capítol negre                     | 67-94    | 67-94    | 28 | 28 | 5 de febrer de 1994  | 13 d'agost de 1994     | 18 de desembre de 2002    | 23 de gener de 2003       |
|           | El mon infernal: Els tres reis       | 95-112   | 95-112   | 18 | 18 | 20 d'agost de 1994   | 17 de desembre de 1994 | 24 de gener de 2003       | 18 de febrer de 2003      |

## Llista d'episodis

### Primera Temporada: El detectiu espiritual
| Núm. total | Núm. de la temporada | Títol | Data d'emissió original | Data d'emissió en català |
| --- | -------------------- | --- | ----------------------- | ------------------------ |
| 1 | 1                    | Adéu, món dels vius Shindara Odoroita! (死んだらオドロいた)                                                                               | 10 d'octubre de 1992    | 16 de setembre de 2002   |
| En Yusuke Urameshi és el "gamberro" oficial de l'institut Sarayashiki, no ha estat mai derrotat en una baralla i tothom està convençut que no acabarà bé. Mor en un accident de cotxe totalment innecessari, però en Yusuke no es dona per vençut: vol tornar al món dels vius perquè no pot suportar que els fantasmes i esperits es passegin tranquil·lament pel nostre món. |                      | |                         |                          |
| 2 | 2                    | El príncep Koenma, la prova per tornar a la vida Reikai no Koenma! Fukkatsu e no Shiren (霊界のコエンマ! 復活への試練)                    | 17 d'octubre de 1992    | 17 de setembre de 2002   |
| Ressuscitar no és tan fàcil, i en Yusuke ha de superar una prova que consisteix a portar un ou on hi ha el fill del rei de l'infern: segons com siguin les seves accions, bones o dolentes, així naixerà Koenma. Hi ha, però, un problema encara més important: ha d'evitar que incinerin el seu cos! La seva única salvació és poder fer arribar un missatge a la Keiko...    |                      | |                         |                          |
| 3 | 3                    | En Kuwabara perseguit! La paraula d'un home Oitsumerareta Kuwabara! Otoko no Chikai (追いつめられた桑原! 男の誓い)                        | 24 d'octubre de 1992    | 18 de setembre de 2002   |
| En Kuwabara, l'etern rival d'en Yusuke, té un problema: ha d'aprovar un examen, per tant es concentra al màxim a estudiar. I en Yusuke està decidit a donar-li un cop de mà, perquè sospita que hi ha algú que no vol que en Kuwabara aprovi. |                      | |                         |                          |
| 4 | 4                    | El foc que crema, el vincle dels amants Atsuki Honō! Koibito no Kizuna (熱き炎! 恋人のきずな)                                             | 31 d'octubre de 1992    | 19 de setembre de 2002   |
| La casa d'en Yusuke s'incendia, i el seu cos és dins, de manera que es convertirà en cendra si algú no ho evita. La Keiko prova d'entrar a salvar-lo perquè en Yusuke pugui ressuscitar, però el nostre protagonista s'estima més que el cos es cremi que no pas que la Keiko també mori i pren una decisió dràstica.                                                          |                      | |                         |                          |
| 5 | 5                    | En Yusuke torna a la vida. La nova missió Yūsuke Fukkatsu! Aratanaru Shimei (幽助復活! 新たなる使命)                                      | 7 de novembre de 1992   | 20 de setembre de 2002   |
| Tot ha sortit bé, en Yusuke pot tornar al seu cos després de passar la prova. Però per completar el procés algú li ha d'insuflar l'energia vital... a través d'un petó. I el problema és que tampoc no té gaire temps, ja que si perd aquest dia haurà d'esperar 50 anys. Haurà de recórrer a la Keiko...                                                                      |                      | |                         |                          |
| 6 | 6                    | Els tres lladres: Hiei, Kurama i Goki Sanbiki no Yōkai! Hiei Kurama Gōki (三匹の妖怪! 飛影·蔵馬·剛鬼)                                     | 14 de novembre de 1992  | 23 de setembre de 2002   |
| Ningú no coneix la identitat d'en Hiei, en Kurama apareix en els llocs més insospitats i en Goki és un dels més malvats de l'altre món. Els tres han robat tresors del món de la foscor i s'han amagat al món humà per fugir dels seus perseguidors, però el món serà un caos si aquests tresors són utilitzats malament. En Yusuke els ha de trobar...                        |                      | |                         |                          |
| 7 | 7                    | El secret d'en Kurama. L'amor entre mare i fill Kurama no Himitsu?! Haha To Ko no Kizuna (蔵馬の秘密?! 母と子のきずな)                    | 21 de novembre de 1992  | 24 de setembre de 2002   |
| En Kurama apareix davant d'en Yusuke portant un mirall fosc, el tresor que havia robat en el món de la foscor. En Yusuke creu que no és mala persona, malgrat que estigui molt buscat a l'Altre Món, però sospita que amaga algun secret, que haurà d'aclarir: pot ser una trampa?                                                                                             |                      | |                         |                          |
| 8 | 8                    | La Keiko en perill. L'ull maligne d'en Hiei Keiko Ayaushi! Jaganshi Hiei (螢子あやうし! 邪眼師·飛影)                                      | 28 de novembre de 1992  | 25 de setembre de 2002   |
| En Yusuke ha aconseguit recuperar els tresors d'en Gouki i en Kurama, i només li falta el d'en Hiei. Però aquest ha segrestat la Keiko, i per això en Yusuke està decidit a castigar-lo per haver-hi barrejat la seva amiga. |                      | |                         |                          |
| 9 | 9                    | El torneig de selecció del successor de la mestra Genkai Genkai no Keishōsha Tournament Kaishi (幻海の継承者トーナメント開始)             | 5 de desembre de 1992   | 26 de setembre de 2002   |
| En Yusuke participa en el torneig que organitza la Genkai, que és capaç de fer moure les ones espirituals que fan tremolar fins i tot els fantasmes. L'objectiu del torneig és escollir el seu successor, i el nostre protagonista està decidit a participar-hi i a guanyar-lo, naturalment.                                                                                   |                      | |                         |                          |
| 10 | 10                   | El combat a les fosques. L'espasa espiritual d'en Kuwabara Kurayami no Shitō! Kuwabara Reiki no Ken (暗闇の死闘! 桑原·霊気の剣)           | 12 de desembre de 1992  | 27 de setembre de 2002   |
| El torneig va avançant: ara només queden vuit participants, que han de lluitar en la foscor. En Kuwabara porta una espasa sagrada que sembla feta per ell mateix. |                      | |                         |                          |
| 11 | 11                   | La lluita agònica d'en Yusuke. L'ofensiva desesperada Yūsuke Kurusen! Kizudarake Hangeki!! (幽助苦戦! 傷だらけの反撃!!)                   | 19 de desembre de 1992  | 30 de setembre de 2002   |
| En Yusuke ha estat greument ferit en el torneig, i és que lluitar en la foscor és més dur del que havia imaginat. Però, ara, el nostre protagonista té una altra prioritat, que és buscar en Lando. |                      | |                         |                          |
| 12 | 12                   | En Lando es manifesta. La derrota d'en Kuwabara Randō Arawaru! Kuwabara Munen no Haiboku (乱童あらわる! 桑原無念の敗北)                   | 26 de desembre de 1992  | 1 d'octubre de 2002      |
| Comença el combat d'en Kuwabara contra en Shorin. Aquest noi és el misteriós Lando? No pot ser que sigui ell; si fos en Lando, hauria de ser molt més fort. I tot i així, en Kuwabara perd... |                      | |                         |                          |
| 13 | 13                   | En Yusuke contra en Lando. Les tècniques d'en Lando Yūsuke vs. Randō! Midariretobu Yōjitsu!! (幽助VS乱童 乱れとぶ妖術!!)                  | 9 de gener de 1993      | 2 d'octubre de 2002      |
| En Yusuke per fi descobreix l'autèntica identitat d'en Lando, un dels esperits més poderosos, algú amb qui no es pot jugar. Ha arribat el moment en què en Yusuke ha de demostrar el que val realment. |                      | |                         |                          |
| 14 | 14                   | El castell laberíntic. L'exigència dels quatre grans monstres Meikyū Shiro no Shiseijū! Reikai e no Chōsen (迷宮城の四聖獣! 霊界への挑戦) | 16 de gener de 1993     | 3 d'octubre de 2002      |
| En Koenma rep una carta procedent de la ciutat malèfica, el lloc on habiten els esperits més malvats del món espiritual. La carta amenaça d'enviar milers d'insectes malèfics al món humà per sembrar-hi el caos. Què farà en Yusuke? |                      | |                         |                          |
| 15 | 15                   | Pètals i espines. La rosa d'en Kurama Utsukushiki Bara no Mai! Karei Naru Kurama (美しきバラの舞! 華麗なる蔵馬)                           | 23 de gener de 1993     | 4 d'octubre de 2002      |
| Els humans afectats pels terribles insectes malèfics es tornen agressius i violents, i posen en perill el món humà. Per evitar-ho, en Yusuke i els seus companys hauran d'enfrontar-se als quatre Grans Monstres. |                      | |                         |                          |
| 16 | 16                   | L'orgull d'en Kuwabara. Reapareix l'espasa espiritual Tobi Yo Reiken! Kuwabara Otoko no Shōbu (伸びよ霊剣! 桑原·男の勝負)                 | 30 de gener de 1993     | 7 d'octubre de 2002      |
| Toca l'enfrontament amb el segon Gran Monstre, que destaca per tenir una força extraordinària i per tenir la capacitat d'absorbir l'energia espiritual de l'espasa d'en Kuwabara. |                      | |                         |                          |
| 17 | 17                   | La baixada a l'infern. El crit d'en Byakko Byakko Jigoku no Otakebi (白虎·地獄の雄叫び)                                                   | 6 de febrer de 1993     | 8 d'octubre de 2002      |
| Continua la lluita d'en Kuwabara contra el segon Gran Monstre. Mentrestant, els insectes malèfics van afectant més persones i si el xiulet que controlen els Grans Monstres no es destrueix aviat, el món humà correrà un gran perill. |                      | |                         |                          |
| 18 | 18                   | En Hiei. L'espasa invisible Hiei Shusen! Kirisaku Ken (飛影出戦! 切り裂く剣)                                                              | 13 de febrer de 1993    | 9 d'octubre de 2002      |
| Podran els nostres protagonistes desfer-se d'en Suzako? I la Keiko podrà escapar-se dels seus poders? |                      | |                         |                          |
| 19 | 19                   | En Suzako. L'últim gran monstre Saigo no Shiseijū Suzaku! (最後の四聖獣·朱雀!)                                                            | 20 de febrer de 1993    | 10 d'octubre de 2002     |
| Hem arribat a un punt on la lluita entre en Yusuke i en Suzako és un combat a vida o mort. Estàs preparat? |                      | |                         |                          |
| 20 | 20                   | El combat de les tècniques secretes. Els 7 Suzakos Okugi Gekitotsu! Shichi Nin no Suzaku (奥義激突! 七人の朱雀)                           | 27 de febrer de 1993    | 11 d'octubre de 2002     |
| Sembla que el Suzako domina els primers compassos de la lluita contra en Yusuke. Però tot combat té un secret: la concentració! |                      | |                         |                          |
| 21 | 21                   | El contraatac decisiu d'en Yusuke Yūsuke Inochi o Kaketa Hangeki (幽助·命を賭けた反撃)                                                    | 6 de març de 1993       | 14 d'octubre de 2002     |
| En Yusuke ha d'afrontar una nova missió. Què ens esperarà? |                      | |                         |                          |
| 22 | 22                   | Yukina, la donzella afligida Kanashimi no Bishōjo Yukina (悲しみの美少女·雪菜)                                                            | 13 de març de 1993      | 15 d'octubre de 2002     |
| Nous esperits posen traves a la nova missió d'en Yusuke. Necessitarà ajuda i noves tècniques. En serà capaç? |                      | |                         |                          |
| 23 | 23                   | Els germans Toguro, servents de les tenebres Yami no Shisha! Toguro Kyōdai (闇の使者! 戸愚呂兄弟)                                         | 20 de març de 1993      | 16 d'octubre de 2002     |
| El rescat de la Yukina està ple d'obstacles. El grup Tricorne farà suar de valent en Yusuke i els seus amics. |                      | |                         |                          |
| 24 | 24                   | Uns rivals terribles: el grup tricorne Osoroshiki Kyōteki! San Kishū (恐ろしき強敵! 三鬼衆)                                               | 27 de març de 1993      | 17 d'octubre de 2002     |
| Un darrer obstacle abans de rescatar la Yukina... Aquest cop no serà gens fàcil! |                      | |                         |                          |
| 25 | 25                   | Endavant, Kuwabara! La força oculta de l'amor Moero Kuwabara! Ai no Sokojikara (燃えろ桑原! 愛の底力)                                     | 10 d'abril de 1993      | 18 d'octubre de 2002     |
| Els nostres herois alliberen la Yukina, però això no suposarà el final de la seva missió. Nous perills els esperen... |                      | |                         |                          |

### Segona Temporada: El torneig clandestí d'arts marcials
| Núm. total | Núm. de la temporada | Títol | Data d'emissió original | Data d'emissió en català |
| --- | -------------------- | --- | ----------------------- | ------------------------ |
| 26 | 1                    | La invitació al torneig clandestí d'arts marcials Ankoku Bujutsukai e no Shōtaisha (暗黒武術会への招待者)                              | 17 d'abril de 1993      | 21 d'octubre de 2002     |
| El Yusuke accepta participar en el torneig clandestí d'arts marcials. Per estar a l'altura de l'enemic, s'entrena amb un mestre de mètodes ben peculiars. |                      | |                         |                          |
| 27 | 2                    | La travessia de la mort. Cap a l'illa de la forca Shi no Funede! Jigoku no Shima e (死の船出! 地獄の島へ)                              | 1 d'abril de 1993       | 22 d'octubre de 2002     |
| Els primers rivals que tindrà en Yusuke al combat d'arts marcials es presenten per sorpresa. Què volen aquesta gent? |                      | |                         |                          |
| 28 | 3                    | Un enemic petit però poderós. La tècnica secreta d'en Rinku Chiisana Kyōteki! Rinku no Higi (小さな強敵! 鈴駒の秘技)                   | 1 de maig de 1993       | 23 d'octubre de 2002     |
| En Kuwabara pateix de valent per desfer-se del seu primer rival. Com s'ho farà per superar el seu io-io assassí? |                      | |                         |                          |
| 29 | 4                    | Les flors de sang d'en Kurama Chi no Hana o Sakasu Kurama! (血の花を咲かす蔵馬!)                                                       | 8 de maig de 1993       | 24 d'octubre de 2002     |
| En Kuwabara ha tastat les mels de la derrota contra tot pronòstic. Ara és el torn d'en Kurama per anivellar la balança. Podran els nostres amics remuntar l'eliminatòria?                                                                                     |                      | |                         |                          |
| 30 | 5                    | La tècnica imperfecta: el drac de flames negres Mikan no Oshigi Ensatsu Kokuryūha (未完の奥義·炎殺黒龍波)                              | 15 de maig de 1993      | 25 d'octubre de 2002     |
| En Yusuke es desperta i està preparat per afrontar el darrer combat, que serà tot o res. Treurà profit de tot l'entrenament que ha fet? |                      | |                         |                          |
| 31 | 6                    | El lluitador begut. L'atac borratxo d'en Chu Yoidore Senshi! Chū no Suiken (よいどれ戦士! 酎の酔拳)                                    | 22 de maig de 1993      | 28 d'octubre de 2002     |
| Durant la primera ronda del torneig, en Yusuke s'ha d'enfrontar en el combat decisiu al lluitador begut, el capità de l'equip contrari. |                      | |                         |                          |
| 32 | 7                    | El combat decisiu a fulla de ganivet Naifu Ejji Desu Matchi (ナイフエッジデスマッチ)                                                   | 29 de maig de 1993      | 29 d'octubre de 2002     |
| Tots els espectadors de l'estadi segueixen amb l'ai al cor el combat decisiu. Aconseguirà finalment en Yusuke guanyar el seu rival? |                      | |                         |                          |
| 33 | 8                    | L'últim combat. Els equips dels quarts de final Gekitotsu! Best 8 Desorō (激突! ベスト8出そろう)                                       | 5 de juny de 1993       | 30 d'octubre de 2002     |
| Comencen els quarts de final del torneig clandestí d'arts marcials. En Yusuke i els seus companys hauran d'enfrontar-se als lluitadors misteriosos del doctor Ichigaki.                                                                                       |                      | |                         |                          |
| 34 | 9                    | Un 0,05% de possibilitats de guanyar Shōritsu Rei Ten Rei Go Pāsento no Shitō! (勝率0.05%の死闘!)                                      | 12 de juny de 1993      | 31 d'octubre de 2002     |
| Quan arriba l'hora de disputar els quarts de final del torneig, l'equip d'en Yusuke té dues baixes inesperades... |                      | |                         |                          |
| 35 | 10                   | L'emmascarada al descobert. La bella guerrera Fukumen no Shōtai?! Utsukushiki Senshi (覆面の正体?! 美しき戦士)                         | 19 de juny de 1993      | 4 de novembre de 2002    |
| Continua la lluita dels quarts de final. Els rivals de l'equip d'en Yusuke no sembla que siguin com es mostren, però són com titelles del malvat doctor Ichigaki.                                                                                             |                      | |                         |                          |
| 36 | 11                   | La fi dels plans perversos del doctor Ichigaki. El baptisme de llum Yabō o Funsai! Hikari no Senrei (野望を粉砕! 光りの洗礼)           | 26 de juny de 1993      | 5 de novembre de 2002    |
| El doctor Ichigaki no és invencible. Amb ajuda de l'emmascarada, els nostres herois posen punt final als seu plans perversos. |                      | |                         |                          |
| 37 | 12                   | Els ninges infernals. L'equip dels servents del mal Yami no Shinobi Mashōtsukai Team (闇の忍·魔性使いチーム)                           | 3 de juliol de 1993     | 6 de novembre de 2002    |
| Només en Yusuke i en Kurama poden combatre contra els servent del mal. Estan exhausts i a més han d'afrontar una competició adulterada de bon començament. |                      | |                         |                          |
| 38 | 13                   | El suplici d'en Kurama. Els cosmètics de la mort Kurama Muzan! Shi no Keshō (蔵馬無惨! 死の化粧)                                       | 10 de juliol de 1993    | 7 de novembre de 2002    |
| |                      | |                         |                          |
| 39 | 14                   | En Bakken, destrossat. El cop de ràbia d'en Yusuke Funsai! Yūsuke Ikari no Tekken (粉砕! 幽助怒りの鉄拳)                               | 17 de juliol de 1993    | 8 de novembre de 2002    |
| En Yusuke es desfà d'en Bakken amb un atac fulminant. L'espera en Jin, el mestre del vent... Serà capaç de superar-lo? |                      | |                         |                          |
| 40 | 15                   | En Jin, el mestre del vent. El combat a l'ull de l'huracà Kazetsukai Jin! Arashi no Kuchūsen (風使い陣! 嵐の空中戦)                    | 24 de juliol de 1993    | 11 de novembre de 2002   |
| En Jin és dur de batre... prepara un atac de ciclons sanguinaris. Podrà en Yusuke superar aquest rival tan temible? |                      | |                         |                          |
| 41 | 16                   | El projectil espiritual. Una decisió inesperada Reikōdan! Igai Na Ketchaku?! (霊光弾! 意外な決着?!)                                    | 31 de juliol de 1993    | 12 de novembre de 2002   |
| En Yusuke supera els atacs sanguinaris d'en Jin. Podríem cantar victòria... però els organitzadors es treuen de la màniga irregularitats que forçaran un nou combat.                                                                                          |                      | |                         |                          |
| 42 | 17                   | La lluita desesperada d'en Kuwabara. L'escomesa de l'amor Kesshi no Kuwabara! Ai no Totsugeki (決死の桑原! 愛の突撃)                   | 7 d'agost de 1993       | 13 de novembre de 2002   |
| En el combat contra el poderós equip dels servents del mal, l'equip d'en Yusuke ha d'afrontar les maquinacions dels organitzadors i lluitar en condicions molt injustes. Qui passarà a les semifinals?                                                        |                      | |                         |                          |
| 43 | 18                   | L'emmascarada es mostra tal com és Fukumen Senshi no Kubishiki Sugao (覆面戦士の厳しき素顔)                                            | 14 d'agost de 1993      | 14 de novembre de 2002   |
| L'equip dels genis traïdors és el proper rival a les semifinals. D'altra banda, l'emmascarada revela la seva identitat a en Yusuke. |                      | |                         |                          |
| 44 | 19                   | La prova decisiva de la mestra Genkai Genkai Kara no Saidai no Shiren (幻海からの最大の試練)                                           | 21 d'agost de 1993      | 15 de novembre de 2002   |
| Comencen les semifinals al nou escenari on es disputa el torneig clandestí d'arts marcials. Mentrestant, en una cova llunyana, en Yusuke se sotmet a l'última i decisiva prova de la mestra Genkai.                                                           |                      | |                         |                          |
| 45 | 20                   | El segon combat d'en Hiei. Fes servir el drac de flames negres Hiei Rensen! Ute Kokuryūha! (飛影連戦! 撃て黒龍波!)                     | 28 d'agost de 1993      | 18 de novembre de 2002   |
| Durant la disputa del seu combat, en Hiei no té prou força per recórrer a la seva tècnica més poderosa: el drac de flames negres. Llavors, què podrà fer per superar el seu rival?                                                                            |                      | |                         |                          |
| 46 | 21                   | Quina esgarrifança! Les transformacions d'en Kuromomotaro Senritsu! Kuromomotarō no Henshin (戦慄! 黒桃太郎の変身)                     | 4 de setembre de 1993   | 19 de novembre de 2002   |
| En Yusuke es troba dins d'una cova en una muntanya rocosa intentant superar la prova decisiva. Mentrestant, a l'estadi, en Kurama cau en el parany que li ha parat el seu oponent i es troba en una situació molt complicada.                                 |                      | |                         |                          |
| 47 | 22                   | En Kurama, la guineu. El lladre llegendari Densetsu no Tōsoku! Yōko Kurama (伝説の盗賊! 妖狐·蔵馬)                                     | 11 de setembre de 1993  | 20 de novembre de 2002   |
| En Yusuke afronta la prova definitiva per intentar assimilar la tècnica de l'esfera de la llum espiritual. Mentrestant, els seus companys continuen disputant les semifinals contra l'equip dels genis traïdors. Aconseguirà en Kurama guanyar el seu combat? |                      | |                         |                          |
| 48 | 23                   | L'instrument malèfic: el martell de la mort Yami Item Shide no Hagoromo (闇アイテム·死出の羽衣)                                        | 18 de setembre de 1993  | 21 de novembre de 2002   |
| Durant l'enfrontament contra en Wakamaru, en Kuwabara desapareix i va a parar a l'estadi on es van disputar els combats anteriors. Allà coincideix amb la Botan i les seves amigues. Quan travessen el bosc, es troben amb en Yusuke ferit.                   |                      | |                         |                          |
| 49 | 24                   | El combat de la mestra Genkai, amb la força que li queda Nokosareta Chikara! Genkai no Shitō (残された力! 幻海の死闘)                  | 25 de setembre de 1993  | 22 de novembre de 2002   |
| Després de donar l'esfera de llum espiritual a en Yusuke, la mestra Genkai s'enfronta a en Wakamaru amb la poca energia que li queda |                      | |                         |                          |
| 50 | 25                   | El combat amb en Suzuki, el guerrer màgic Matōka Suzuki no Chōsen! (魔闘家·鈴木の挑戦!)                                                | 2 d'octubre de 1993     | 25 de novembre de 2002   |
| En Yusuke es recupera de les ferides que va patir durant les proves a les quals va ser sotmès per la mestra Genkai. Aquesta, després de vèncer en Wakamaru, s'enfronta ara amb en Suzuki, el guerrer màgic.                                                   |                      | |                         |                          |
| 51 | 26                   | Els destins enfrontats. L'ombra d'en Toguro Shukumei no Taiketsu! Toguro no Kage (宿命の対決! 戸愚呂の影)                              | 9 d'octubre de 1993     | 26 de novembre de 2002   |
| L'equip d'en Toguro no té gaires problemes per accedir a la gran final del torneig clandestí d'arts marcials. D'altra banda, en Toguro i la mestra Genkai es retroben cara a cara molts anys després...                                                       |                      | |                         |                          |
| 52 | 27                   | La mort de la Genkai. El desenllaç d'una història de 50 anys enrere Genkai Chiru! 50 Nen Me no Ketchaku (幻海散る! 50年目の決着)       | 16 d'octubre de 1993    | 27 de novembre de 2002   |
| Després de 50 anys sense veure's les cares, la mestra Genkai i en Toguro lluiten a mort perquè tots dos desaproven la vida que ha triat l'altre. |                      | |                         |                          |
| 53 | 28                   | Abans de la tempesta. El combat contra el dolor Arashi no Mae! Kanashimi o Koete (嵐の前! 悲しみを越えて)                              | 23 d'octubre de 1993    | 28 de novembre de 2002   |
| Abans de la gran final, en Kuwabara, en Hiei i en Kurama busquen la manera de millorar les seves tècniques. Aleshores, apareix en Suzuki, de l'equip dels genis traïdors, i els entrega una cosa...                                                           |                      | |                         |                          |
| 54 | 29                   | Comença la final del torneig clandestí d'arts marcials Haran no Kesshō Sen Kaishi! (波瀾の決勝戦開始!)                                 | 30 d'octubre de 1993    | 29 de novembre de 2002   |
| La gran final del torneig clandestí d'arts marcials està a punt de començar. Les normes del campionat estableixen que hi ha d'haver cinc combats individuals. Per això, l'equip d'en Yusuke incorpora en Koenma.                                              |                      | |                         |                          |
| 55 | 30                   | Explosions en cadena! La guineu desvetllada Bakuretsu! Mezameta Yōko (爆烈! 目覚めた妖狐)                                              | 6 de novembre de 1993   | 2 de desembre de 2002    |
| El primer combat de la gran final del torneig clandestí d'arts marcials és entre el Kurama i el Corb. Es presenta un duel força igualat! |                      | |                         |                          |
| 56 | 31                   | En Kurama en dificultats. L'intent a la desesperada Kesshi no Kurama! Saigo no Shudan (決死の蔵馬! 最後の手段)                         | 13 de novembre de 1993  | 3 de desembre de 2002    |
| En Kurama ha de treure forces del no-res per desfer-se del seu rival. Posa en pràctica una tècnica d'efectes irreversibles. |                      | |                         |                          |
| 57 | 32                   | L'amenaça oculta. En Bui es treu l'armadura Kyōi! Yoroi o Hazushita Bui (脅威! 鎧を外した武威)                                         | 20 de novembre de 1993  | 4 de desembre de 2002    |
| Una decisió polèmica declina la balança en contra d'en Kuwabara... Ara és el torn d'en Bui per anivellar el marcador. |                      | |                         |                          |
| 58 | 33                   | La tècnica perfeccionada. Ataca, drac de flames negres Kyūkyoku Ougi! Hoero Kokuryūha (究極奥義! ほえろ黒龍波)                         | 27 de novembre de 1993  | 5 de desembre de 2002    |
| L'atac del drac de flames negres decidirà el resultat de la final. Qui serà el guanyador? |                      | |                         |                          |
| 59 | 34                   | L'ombra sinistra del germà d'en Toguro Toguro Ani no Bukimi na Kage (戸愚呂兄の不気味な影)                                             | 4 de desembre de 1993   | 6 de desembre de 2002    |
| El germà d'en Toguro té cops amagats i ataca en Kuwabara amb tota la seva crueltat. Què passarà amb els nostres amics? |                      | |                         |                          |
| 60 | 35                   | L'explosió de ràbia. El contraatac d'en Kuwabara Ikari Bakuhatsu! Kuwabara no Hangeki (怒り爆発! 桑原の反撃)                           | 11 de desembre de 1993  | 9 de desembre de 2002    |
| En Kuwabara es desempallega del germà d'en Toguro i dona avantatge a l'equip de l'Urameshi. En Sakyo fa una proposta interessant per decidir els guanyadors del torneig.                                                                                      |                      | |                         |                          |
| 61 | 36                   | El combat decisiu: l'enfrontament entre els dos capitans Shukumei no Taiketsu! Arashi no Taishōsen Kaishi (宿命の対決! 嵐の大将戦開始) | 18 de desembre de 1993  | 10 de desembre de 2002   |
| La lluita entre en Yusuke i en Toguro comença. Els dos rivals es tenen un respecte total i cap dels dos vol deixar entreveure la magnitud dels seus poders. Especulacions al marge, en Yusuke trenca el gel amb un nou atac. Serà el final del Toguro?        |                      | |                         |                          |
| 62 | 37                   | En Toguro: terror al 100% Toguro Hyaku Pāsento no Kyōfu! (戸愚呂100%の恐怖!)                                                           | 25 de desembre de 1993  | 11 de desembre de 2002   |
| Després que en Yusuke hagi fet prova de tota la seva força, en Toguro no vol ser menys i posa tota la carn a la graella. Podrà contrarestar en Yusuke tota la força d'en Toguro?                                                                              |                      | |                         |                          |
| 63 | 38                   | En Yusuke: l'altíssim preu per arribar fins al límit Yūsuke! Genkai e no Kanashii Shiren (幽助! 限界への悲しい試練)                    | 8 de gener de 1994      | 12 de desembre de 2002   |
| En Yusuke no és rival per a en Toguro. A més a més, en Toguro provoca en Yusuke perquè aquest porti la seva força més enllà dels seus límits. |                      | |                         |                          |
| 64 | 39                   | La fi del combat. El xoc final Shitō Ketchaku! Saigo no Furu Pawā (死闘決着! 最後のフルパワー)                                         | 15 de gener de 1994     | 13 de desembre de 2002   |
| Pres per la ràbia, en Yusuke dona tot el seu poder i comença a plantar cara a en Toguro. Qui dels dos guanyarà? |                      | |                         |                          |
| 65 | 40                   | Els plans d'en Sagyo desapareixen amb l'estadi Tōgijō to Tomoni Kieru Yabō (闘技場と共に消える野望)                                    | 22 de gener de 1994     | 16 de desembre de 2002   |
| En Yusuke fa besar la lona a en Toguro. L'equip de l'Urameshi és el guanyador del torneig. Què passarà amb els plans d'en Sayko? |                      | |                         |                          |
| 66 | 41                   | El deute d'en Toguro. El millor premi Toguro no Tsugunai. Ichiban no Nozomi (戸愚呂の償い・一番の望み)                                 | 29 de gener de 1994     | 17 de desembre de 2002   |
| Quan la colla d'en Yusuke enfila cap a casa no poden deixar d'especular sobre què farà la Genkai. I més encara quan resulta que en trama alguna amb l'ajuda d'en Toguro.                                                                                      |                      | |                         |                          |

### Tercera Temporada: El capítol negre
| Núm. total | Núm. de la temporada | Títol | Data d'emissió original | Data d'emissió en català |
| --- | -------------------- | --- | ----------------------- | ------------------------ |
| 67 | 1                    | Un nou començament Aratanaru Purorōgu (新たなるプロローグ)                                                           | 5 de febrer de 1994     | 18 de desembre de 2002   |
| En Yusuke i en Kuwabara han d'afrontar el retorn a la vida normal. Tot sembla plàcid i tranquil, fins que tres nois decideixen reptar en Yusuke a un nou combat. Qui són? Què volen aquesta gent?                  |                      | |                         |                          |
| 68 | 2                    | La trampa de la mansió de les 4 dimensions Yon Jigen Yashiki ni Hisomu Wana (四次元屋敷にひそむ罠)                   | 12 de febrer de 1994    | 19 de desembre de 2002   |
| Han segrestat en Yusuke! Salta l'alarma i entre en Kuwabara, en Kurama, la Botan, i en Hiei surten a buscar-lo. |                      | |                         |                          |
| 69 | 3                    | El poder de la paraula prohibida. L'astúcia d'en Kurama Kinku no Pawā! Kurama no Zunō (禁句のパワー! 蔵馬の頭脳)     | 19 de febrer de 1994    | 20 de desembre de 2002   |
| Ni en Kuwabara, ni en Hiei ni la Botan poden amb el poder d'en Kaitou. Ara és el torn d'en Kurama qui li proposa un joc més desafiant. Qui serà el més llest?                                                      |                      | |                         |                          |
| 70 | 4                    | La terrible veritat. Un nou misteri Osorubeki Shinjitsu! Arata na Nazo (恐るべき真実! 新たな謎)                      | 26 de febrer de 1994    | 23 de desembre de 2002   |
| Els nostres amics tornen a estar tots plegats amb en Yusuke però sembla que a un d'ells li han suplantat la identitat. Qui és el fals?                                                                             |                      | |                         |                          |
| 71 | 5                    | El terror que s'acosta. El forat del món infernal Semari Kuru Kyōfu! Makai no Tobira (迫り来る恐怖! 魔界の扉)        | 5 de març de 1994       | 24 de desembre de 2002   |
| En Yusuke i la seva colla descobreixen la veritat: algú està construint un túnel al món infernal. Serà una catàstrofe si els dimonis arriben al nostre món. Compte enrere per evitar la seva arribada.             |                      | |                         |                          |
| 72 | 6                    | Els emissaris del món infernal. Els set enemics Makai no Shisha! Shichinin no Teki (魔界の使者! 七人の敵)            | 12 de març de 1994      | 25 de desembre de 2002   |
| L'equip es divideix en dos grups per intentar trobar la sortida del túnel tan aviat com sigui possible. El grup d'en Yusuke troba un individu misteriós que pot llegir la ment. Els servirà per trobar la sortida? |                      | |                         |                          |
| 73 | 7                    | Les mans assassines del doctor misteriós Shinobiyoru Dokutā no Ma no Te (忍び寄るドクターの魔の手)                   | 19 de març de 1994      | 26 de desembre de 2002   |
| En Murota, el lector de ments, és víctima d'un atac i en Yusuke i companyia l'han de portar al metge per salvar-li la vida. Qui és aquest metge tan misteriós?                                                     |                      | |                         |                          |
| 74 | 8                    | Destrueix el territori Teritorī o Uchi Yabure!! (テリトリーを打ちやぶれ!!)                                           | 26 de març de 1994      | 27 de desembre de 2002   |
| Per salvar tota aquella gent tractada amb els mètodes del Doctor, només hi ha un remei: matar-lo. Serà en Yusuke capaç de matar el Doctor sabent que mai ha mort un ésser humà?                                    |                      | |                         |                          |
| 75 | 9                    | El mariner. La trampa que amaga la pluja Shīman. Ame ni Hisomu Wana (シーマン・雨に潜む罠)                           | 2 d'abril de 1994       | 30 de desembre de 2002   |
| En Kuwabara es desmarca del grup per anar a un concert. No és una bona idea anar-hi sense la colla de sempre. El mariner el segueix i acaben en lluita sota la pluja.                                              |                      | |                         |                          |
| 76 | 10                   | El retorn d'en Kuwabara. La força retrobada Kuwabara Fukkatsu?! Mezameta Chikara (桑原復活?! 目覚めた力)             | 9 d'abril de 1994       | 31 de desembre de 2002   |
| En Kuwabara s'ha fet més fort que abans. Bat el Mariner i salva els seus amics. Mentrestant, en Koenma desvela qui s'amaga darrere el túnel.                                                                       |                      | |                         |                          |
| 77 | 11                   | El passat fosc del detectiu espiritual Reikai Tantei no Kuroi Kako (霊界探偵の黒い過去)                              | 16 d'abril de 1994      | 31 de desembre de 2002   |
| Sabrem com en Shinbou Sensui passa de ser el major protector del món a la seva més gran amenaça. Com? |                      | |                         |                          |
| 78 | 12                   | La lluita cara a cara. L'àngel negre Shutsugeki! Dāku Enjeru (出撃! ダークエンジェル)                                | 23 d'abril de 1994      | 1 de gener de 2003       |
| En Sensui atacta en Yusuke, però el seu gran objectiu és raptar en Kuwabara. |                      | |                         |                          |
| 79 | 13                   | La persecució d'en Yusuke. Hem de rescatar en Kuwabara Yūsuke Gekisō! Kuwabara o Sukue! (幽助激走! 桑原を救え!)      | 30 d'abril de 1994      | 2 de gener de 2003       |
| En Yusuke intenta rescatar sigui com sigui en Kuwabara. No ho tindrà gens fàcil... |                      | |                         |                          |
| 80 | 14                   | Els atacs del franctirador. El blanc de la mort Hagiri no Hyōteki! Shimonjūjihan (刃霧の標的! 死紋十字斑)            | 7 de maig de 1994       | 3 de gener de 2003       |
| En Yusuke intenta rescatar en Kuwabara però apareix un franctirador que li posa les coses molt difícils... |                      | |                         |                          |
| 81 | 15                   | El centre recreatiu de dins la gruta Dōkutsu no Naka no Gēmu Wārudo (洞窟の中のゲームワールド)                       | 14 de maig de 1994      | 6 de gener de 2003       |
| En Yusuke i els seus amics entren a la boca de l'infern per mirar de parar la construcció del túnel del món infernal.                                                                                              |                      | |                         |                          |
| 82 | 16                   | La increïble habilitat del mestre dels jocs Gēmu Masutā Kyōi no Jitsuryoku (ゲームマスター脅威の実力)                | 21 de maig de 1994      | 7 de gener de 2003       |
| En Yusuke i els seus amics avancen cap al forat de l'infern però el mestre dels jocs els barra el pas. Podran superar les seves proves?                                                                            |                      | |                         |                          |
| 83 | 17                   | L'única sortida! La decisió d'en Kurama Nokosareta Shudan! Kurama no Ketsudan (残された手段! 蔵馬の決断)             | 28 de maig de 1994      | 8 de gener de 2003       |
| Vèncer el mestre dels jocs i així poder destruir el seu territori implica matar-lo... En Kurama haurà de prendre una dràstica decisió.                                                                             |                      | |                         |                          |
| 84 | 18                   | La fúria d'en Kurama. El gurmet de debò Kurama no Ikari! Shōtai wa Dare da?! (蔵馬の怒り! 正体は誰だ?!)              | 4 de juny de 1994       | 9 de gener de 2003       |
| En Yusuke i els seus amics es troben amb la banda d'en Sensui. En Kurama s'haurà d'enfrontar amb el Gurmet, ja que en el seu cos es troba amagat el germà d'en Toguro.                                             |                      | |                         |                          |
| 85 | 19                   | El combat decisiu entre els dos detectius espirituals Reikai Tantei. Shukumei no Ikkiuchi (霊界探偵・宿命の一騎討ち) | 11 de juny de 1994      | 10 de gener de 2003      |
| Quan falta molt poc perquè el túnel del món infernal quedi acabat del tot, en Yusuke i en Sensui es veuen les cares en el combat decisiu.                                                                          |                      | |                         |                          |
| 86 | 20                   | Els esforços d'en Yusuke. La diferència decisiva Yūsuke Kusen! Ketteiteki na Sa (幽助苦戦! 決定的な差)               | 18 de juny de 1994      | 13 de gener de 2003      |
| Continua el combat entre en Yusuke i en Sensui. La diferència espiritual que hi ha entre tots dos, però, és molt gran i en Yusuke es troba en greu perill.                                                         |                      | |                         |                          |
| 87 | 21                   | El segell màgic d'en Koenma Koenma. Kakugo no Mafūkan! (コエンマ・覚悟の魔封環!)                                     | 25 de juny de 1994      | 14 de gener de 2003      |
| Queda poc perquè el túnel que comunica el món humà amb l'infern quedi obert. Mentrestant, continua la lluita entre en Yusuke i en Sensui, en la qual intervindrà en Koenma.                                        |                      | |                         |                          |
| 88 | 22                   | En Sensui allibera la llum sagrada Sensui. Tokihanatareta Seikōki (仙水・解き放たれた聖光気)                         | 2 de juliol de 1994     | 15 de gener de 2003      |
| En Koenma utilitza el segell màgic per immobilitzar en Sensui, però el seu intent fracassa davant el poder immens de la llum sagrada.                                                                              |                      | |                         |                          |
| 89 | 23                   | L'instant en què tot s'atura Yokan! Subete ga Tomaru Toki (予感! 全てが止まる時)                                     | 9 de juliol de 1994     | 16 de gener de 2003      |
| El combat entre en Sensui i en Yusuke arriba a la seva fi. Triomfarà el bé o regnarà el mal al món espiritual? |                      | |                         |                          |
| 90 | 24                   | La voluntat d'en Yusuke Tomo no Ishi o Tsuge! (友の意志を継げ!)                                                      | 16 de juliol de 1994    | 17 de gener de 2003      |
| En Kurama, en Kuwabara i en Hiei persegueixen en Sensui fins al món infernal. Els companys del malaguanyat Yusuke s'enfronten, però, a un rival molt superior.                                                     |                      | |                         |                          |
| 91 | 25                   | El desvetllament. La represa del combat Kakusei no Toki! Batoru Futatabi (覚醒の時! バトル再び)                      | 23 de juliol de 1994    | 20 de gener de 2003      |
| En Yusuke ressuscita i el primer que fa es anar cap al món infernal amb l'objectiu de liquidar en Sensui. |                      | |                         |                          |
| 92 | 26                   | El combat definitiu. L'esperit es desperta Kyūkyoku no Tatakai! Mazoku no Akashi (究極の戦い! 魔族の証)              | 30 de juliol de 1994    | 21 de gener de 2003      |
| Després de ressuscitar gràcies a la sang d'esperit que corre per les seves venes, en Yusuke reprèn el combat amb en Sensui.                                                                                        |                      | |                         |                          |
| 93 | 27                   | La fi del combat al món infernal Ketchaku! Makai no Shitō! (決着! 魔界の死闘!)                                       | 6 d'agost de 1994       | 22 de gener de 2003      |
| El combat entre en Yusuke i en Sensui finalitza de forma sorprenent i deixant obert un gran misteri. |                      | |                         |                          |
| 94 | 28                   | L'epíleg. La vida continua Epirōgu! Ashita e! (エピローグ! 明日へ!)                                                  | 13 d'agost de 1994      | 23 de gener de 2003      |
| Després de tornar al món humà, en Yusuke troba la vida normal força avorrida. Què farà per remeiar-ho? |                      | |                         |                          |

### Quarta Temporada: El món infernal: Els tres reis
| Núm. total | Núm. de la temporada | Títol | Data d'emissió original | Data d'emissió en català |
| --- | -------------------- | --- | ----------------------- | ------------------------ |
| 95 | 1                    | El destí d'en Yusuke. El perill a l'aguait Yūsuke no Unmei. Kiken no Ashioto (幽助の運命・危険の足音)        | 20 d'agost de 1994      | 24 de gener de 2003      |
| En Yusuke no se sent satisfet amb la vida que porta al món humà. Aleshores, aconsellat per la mestra Genkkai, decideix visitar la primera detectiva espiritual per parlar-hi.                                                                                      |                      | |                         |                          |
| 96 | 2                    | Els visitants de les tenebres. Augmenta el misteri Yami no Hōmonsha. Fukamaru Naz (闇の訪問者・深まる謎)     | 27 d'agost de 1994      | 27 de gener de 2003      |
| En Yusuke rep la visita de tres esperits del món infernal. Aquests li expliquen que durant 500 anys el món infernal s'ha mantingut en equilibri entre tres esperits molt poderosos. Un d'ells està a punt de morir i es tracta d'un avantpassat d'en Yusuke.       |                      | |                         |                          |
| 97 | 3                    | El comiat. Els camins se separen Wakare. Sorezore no Tabidachi (別れ・それぞれの旅立ち)                      | 3 de setembre de 1994   | 28 de gener de 2003      |
| En Yusuke decideix marxar al món infernal per fer-se més fort i lluitar a la banda del seu avantpassat, en Raizen. |                      | |                         |                          |
| 98 | 4                    | Cap al món infernal. La trobada amb l'avantpassat Makai e! Chichi to no Taimen (魔界へ! 父との対面)          | 10 de setembre de 1994  | 29 de gener de 2003      |
| En Kurama i en Hiei també reben una invitació per marxar al món infernal. D'altra banda, en Yusuke es troba amb en Raizer, que el desafia. |                      | |                         |                          |
| 99 | 5                    | Un record inesborrable. El naixement d'en Hiei Wasure e nu Kioku. Tanjō no Toki (忘れ得ぬ記憶・誕生の時)     | 17 de setembre de 1994  | 30 de gener de 2003      |
| Després d'acceptar la invitació d'en Mukuro, en Hiei s'està mig any al soterrani de la seva fortalesa entrenant-se sense parar, fent-se més fort que els esperits de classe A. En comprovar-ho, en Mukuro decideix que en Hiei s'enfronti a un rival molt poderós. |                      | |                         |                          |
| 100 | 6                    | El secret de l'ull maligne surt a la llum Akasareru Jagan no Himitsu (明かされる邪眼の秘密)                  | 24 de setembre de 1994  | 31 de gener de 2003      |
| En Hiei lluita contra en Shigure, un dels guerrers de la guàrdia d'en Mukuro. Mentrestant, el secret de l'ull maligne surt a la llum. |                      | |                         |                          |
| 101 | 7                    | Els lladres del món infernal. Mil anys després Makai Tōzoku. Sennen me no Saikai (魔界盗賊・千年目の再会)    | 1 d'octubre de 1994     | 3 de febrer de 2003      |
| Fa molt temps, en Kurama i en Yomi havien robat tresors junts. Ara, en Yomi li demana que l'ajudi a dominar tot el món infernal. |                      | |                         |                          |
| 102 | 8                    | La transformació en guineu, el perill amagat Yōko Henka! Shinobiyoru Satsui (妖狐変化! 忍び寄る殺意)         | 8 d'octubre de 1994     | 4 de febrer de 2003      |
| En Kurama aconsegueix convertir-se en el cap dels exèrcits d'en Yomi gràcies a la seva gran astúcia. |                      | |                         |                          |
| 103 | 9                    | La voluntat del pare. Un sentiment que ve de lluny Chichi no Yuigon. Tōi Hi no Omoi (父の遺言・遠い日の想い) | 15 d'octubre de 1994    | 5 de febrer de 2003      |
| En Raizen mor i això fa que l'equilibri entre els tres països més poderosos del món infernal hagi quedat destruït. S'acosta una època de terror. |                      | |                         |                          |
| 104 | 10                   | Una proposta inesperada. Canvis al món infernal Igai na Teian. Makai no Hendō (意外な提案・魔界の変動)       | 22 d'octubre de 1994    | 6 de febrer de 2003      |
| En Yusuke proposa un torneig d'arts marcials en el qual el vencedor serà nomenat cap de tot el món infernal. Tots els habitants senten una gran excitació i també una esperança de canvi.                                                                          |                      | |                         |                          |
| 105 | 11                   | El torneig del món infernal. Els combats preliminars Makai Taisen. Yosen Kaishi! (魔界大戦・予選開始!)       | 29 d'octubre de 1994    | 7 de febrer de 2003      |
| Comença la fase prèvia del torneig d'unificació del món infernal i la sort decideix que hi hagi un combat entre pare i fill: en Yomi i en Shura. |                      | |                         |                          |
| 106 | 12                   | En Yomi i en Shura: l'enfrontament entre pare i fill Tatakau Oyako! Yomi to Shura (闘う親子! 黄泉と修羅)     | 5 de novembre de 1994   | 10 de febrer de 2003     |
| Després de disputar-se la fase preliminar, en la qual s'enfronten en Yomi i en Shura, 128 lluitadors comencen el torneig del món infernal. En Yusuke debuta amb bona nota.                                                                                         |                      | |                         |                          |
| 107 | 13                   | Els combats. Els somnis dels lluitadors Gekitō! Yume ni Kaketa Otoko Tachi (激闘! 夢に賭けた男たち)          | 12 de novembre de 1994  | 11 de febrer de 2003     |
| Es disputen els primers combats del torneig del món infernal. Només els més forts podran arribar a la segona ronda. |                      | |                         |                          |
| 108 | 14                   | En Kurama. El record del passat Kurama, Kako to no Ketsubetsu (蔵馬, 過去との決別)                           | 19 de novembre de 1994  | 12 de febrer de 2003     |
| Arriba l'hora de la veritat. En Kurama s'enfronta en segona ronda amb en Shigure, el cirurgià del món infernal. |                      | |                         |                          |
| 109 | 15                   | En Hiei i la Mukuro, enfrontats Taiketsu! Hiei to Mukuro (対決! 飛影とムクロ)                                | 26 de novembre de 1994  | 13 de febrer de 2003     |
| Comença la segona ronda del grup D, on es veuen les cares en Hiei i la Mukuro. |                      | |                         |                          |
| 110 | 16                   | La força d'en Yusuke, tota la que té Ore no Chikara. Kore ga Subete da! (俺の力・これが全てだ!)              | 3 de desembre de 1994   | 14 de febrer de 2003     |
| En Yusuke i en Yomi s'enfronten en un combat que es podria catalogar perfectament com la final anticipada del torneig del món infernal. |                      | |                         |                          |
| 111 | 17                   | El final del combat Ketchaku! Gekitō no Hate Ni (決着! 激闘の果てに)                                         | 10 de desembre de 1994  | 17 de febrer de 2003     |
| Arriba el desenllaç del combat entre en Yusuke i en Yomi. Qui passarà a la ronda següent? |                      | |                         |                          |
| 112 | 18                   | A reveure! Els defensors del més enllà Fōebā! YūYūHakusho (フォーエバー!幽遊白書)                            | 17 de desembre de 1994  | 18 de febrer de 2003     |
| Una vegada finalitzat el torneig, en Yusuke i en Kurama tornen al món humà per retrobar-se amb els seus amics, mentre que en Hiei decideix quedar-se al món infernal.                                                                                              |                      | |                         |                          |